# Helenus van Troje
Helenus (Oudgrieks Ἕλενος / Hélenos) is een zoon van de Trojaanse koning Priamus en koningin Hekabe.
Net zoals Odysseus als de listigste onder de Grieken gerekend werd, was Helenus de slimste onder de Trojanen. Hij was een ziener die, eenmaal overgelopen naar de Grieken, onthulde dat Troje niet zou vallen zonder de wapens van Herakles. Deze waren achtergebleven bij Philoctetes op het eiland Limnos. Na de plundering van Troje huwde hij Andromache, weduwe van zijn omgekomen broer Hector, en volgde hij Neoptolemus naar Epirus, waar hij koning werd.